# Margarida Occhiena
Margarida Occhiena, també coneguda com a Mare Margarida (1 d'abril de 1788, Capriglio, Província d'Asti, al nord d'Itàlia - 28 de novembre de 1856) és la mare de Sant Joan Bosco, fundador dels Salesians. Sent un dels pilars fonamentals en la vida del Sant, Mare Margarida va restar juntament amb el seu fill en els inicis de la congregació i del que va ser el primer Oratori Salesià a Valdocco un barri de Torí, recollint els infants i adolescents que vivien al carrer o estaven en situació de gran pobresa. Margarida Occhiena és una figura de gran rellevància per a tota la congregació Salesiana i per a totes les persones que dia a dia col·laboren actualment ens els oratoris i esplais de caràcter Salesià i que prediquen amb l'exemple que Mare Margarida i Don Bosco ens van deixar.
Casada amb Francesc Bosco l'1 d'abril de 1785, va enviduar a l'edat de 29 anys. Dins d'aquesta tessitura, Margarida es va veure obligada a educar als seus dos fills, Josep i Joan, a la vegada que cuidava de la seva sogra i d'Antoni, el fill gran de l'anterior matrimoni del seu marit. Margarida va educar els seus fills amb la humilitat la qual la caracteritzava, amor i a la vegada amb fermesa i sovint es va veure obligada a prendre decisions difícils. Preocupada sempre pels estudis dels seus fills, va decidir enviar el seu fill petit Joan a estudiar sacerdoci fora de casa, en adonar-se de l'autèntica vocació que va mostrar tan precoçment el seu fill.
Ja l'any 1848, Margarida va decidir seguir al seu fill ja sacerdot a Torí, on Joan Bosco havia fundat el primer oratori salesià al barri de Valdocco. Així, la mare Margarida, tal com l'anomenaven els infants de l'oratori, es va convertir en la figura maternal dels nois pobres i òrfens que residien en el que va ser la primera obra Salesiana i on es va començar a gestar el sistema preventiu de Don Bosco.
Cofundadora de la família Salesiana, va morir a l'edat de 58 anys, acompanyada del seu fill i de multitud d'infants i joves que havien rebut del seu amor l'educació d'una mare.
El 23 d'octubre de 2006 Maria Occchiena va ser declarada venerable pel papa Benet XVI. La lectura del decret es va realitzar a la capella Salesiana del Vaticà, fet rebut amb gran alegria per tota la comunitat Salesiana.